# Плавання на Чемпіонаті Європи з водних видів спорту 2018 — 1500 метрів вільним стилем (чоловіки)
Змагання з плавання на дистанції 1500 метрів вільним стилем серед чоловіків на Чемпіонаті Європи з водних видів спорту 2018 відбулися 4 (попередні запливи) та 5 серпня (фінал).

## Рекорди
|                                 | Спортсмен             | Країна | Час      | Місто  | Дата           |
| ------------------------------- | --------------------- | ------ | -------- | ------ | -------------- |
| Світовий рекорд                 | Сунь Ян               | КНР    | 14:31.02 | Лондон | 4 серпня 2012  |
| Рекорд Європи Рекорд чемпіонату | Грегоріо Пальтріньєрі | Італія | 14:34.04 | Лондон | 18 травня 2016 |

## Результати

### Попередні запливи
| Місце | Заплив | Доріжка | Ім'я                  | Країна          | Час      | Примітки |
| ----- | ------ | ------- | --------------------- | --------------- | -------- | -------- |
| 1     | 2      | 6       | Дам'єн Жолі           | Франція         | 14:53.52 | Q        |
| 2     | 1      | 4       | Михайло Романчук      | Україна         | 14:53.79 | Q        |
| 3     | 2      | 5       | Флоріан Веллброк      | Німеччина       | 14:54.55 | Q        |
| 4     | 2      | 4       | Грегоріо Пальтріньєрі | Італія          | 14:54.85 | Q        |
| 5     | 1      | 5       | Генрік Крістіансен    | Норвегія        | 14:58.03 | Q        |
| 6     | 1      | 6       | Ян Мічка              | Чехія           | 14:58.94 | Q        |
| 7     | 1      | 3       | Доменіко Ачеренца     | Італія          | 14:59.35 | Q        |
| 8     | 2      | 3       | Сергій Фролов         | Україна         | 15:02.93 | Q        |
| 9     | 2      | 8       | Марін Могич           | Хорватія        | 15:04.45 |          |
| 10    | 1      | 1       | Антон Іпсен           | Данія           | 15:05.86 |          |
| 11    | 1      | 7       | Ілля Дружинін         | Росія           | 15:06.43 |          |
| 12    | 2      | 9       | Андреас Георгакопулос | Греція          | 15:11.45 |          |
| 13    | 2      | 0       | Вук Челич             | Сербія          | 15:11.52 |          |
| 14    | 1      | 2       | Давід Обрі            | Франція         | 15:15.61 |          |
| 15    | 2      | 1       | Віктор Йоганссон      | Швеція          | 15:15.75 |          |
| 16    | 2      | 2       | Гергелі Гюрта         | Угорщина        | 15:28.70 |          |
| 17    | 1      | 8       | Давід Лакатош         | Угорщина        | 15:33.96 |          |
| 18    | 1      | 0       | Гільєрме Піна         | Португалія      | 15:39.89 |          |
| 19    | 2      | 7       | Том Дербішіре         | Велика Британія | 16:01.83 |          |
| 20    | 1      | 9       | Франк Алексі          | Албанія         | 16:29.27 |          |

### Фінал[1]
| Місце | Доріжка | Ім'я                  | Країна    | Час      | Примітки |
| ----- | ------- | --------------------- | --------- | -------- | -------- |
| 1     | 3       | Флоріан Веллброк      | Німеччина | 14:36.15 |          |
| 2     | 5       | Михайло Романчук      | Україна   | 14:36.88 |          |
| 3     | 6       | Грегоріо Пальтріньєрі | Італія    | 14:42.85 |          |
| 4     | 1       | Доменіко Ачеренца     | Італія    | 14:51.88 |          |
| 5     | 2       | Генрік Крістіансен    | Норвегія  | 14:56.47 |          |
| 6     | 4       | Дам'єн Жолі           | Франція   | 14:57.82 |          |
| 7     | 8       | Сергій Фролов         | Україна   | 14:58.46 |          |
| 8     | 7       | Ян Мічка              | Чехія     | 14:59.49 |          |